# Вишнёвое (Близнюковский район)
Вишнёвое (укр. Вишневе; до 2016 г. Радго́спное) — село, Радгосповский сельский совет, Близнюковский район, Харьковская область, Украина.
Является административным центром Радгосповского сельского совета, в который, кроме того, входит село
Далекое.

## Географическое положение
Село Вишнёвое находится в начале балки Вишневая.
На территории села есть несколько запруд.

## Происхождение названия
Название Радгоспное — от украинского радгосп — совхоз.

## История
- 1932 — дата основания.

В июле 1995 года Кабинет министров Украины утвердил решение о приватизации находившегося здесь совхоза имени IX Пятилетки.
По переписи 2001 года население составляло 490 (235/255 м/ж) человек.

## Экономика
- В селе есть молочно-товарная и свинотоварная фермы.

## Культура
- Школа.